# 27. ceremonia wręczenia Europejskich Nagród Filmowych

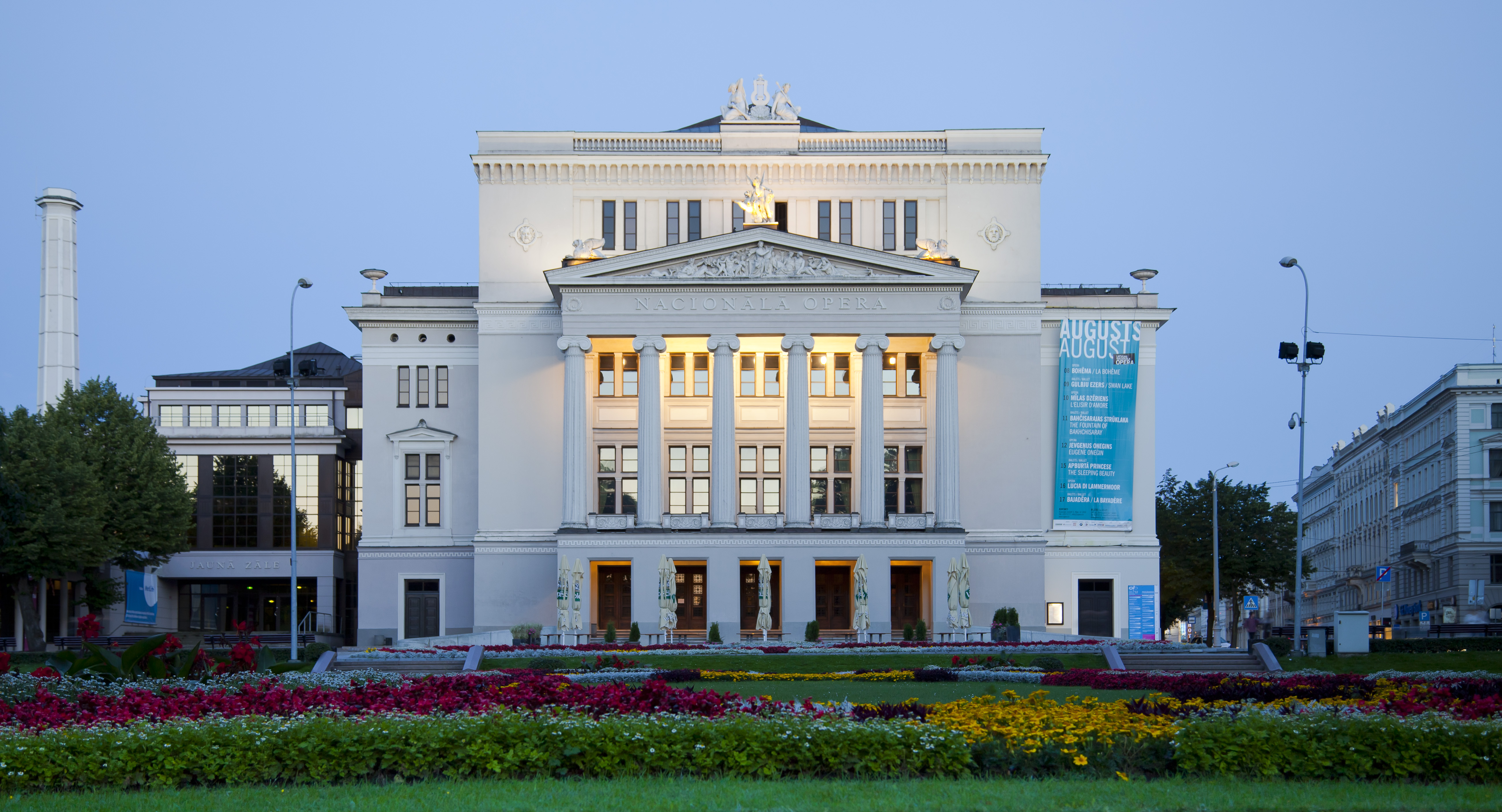
Budynek Łotewskiej Opery Narodowej, w którym została zorganizowana ceremonia wręczenia nagród

27. ceremonia wręczenia Europejskich Nagród Filmowych odbyła się 13 grudnia 2014 roku w Rydze, tegorocznej Europejskiej Stolicy Kultury.
Nominacje do nagród zostały ogłoszone 8 listopada, podczas 11. Europejskiego Festiwalu Filmowego w Sewilli.

## Laureaci i nominacje
Laureaci nagród wyróżnieni są wytłuszczeniem

### Najlepszy Europejski Film
- / Ida, reż. Paweł Pawlikowski
  -  Lewiatan, reż. Andriej Zwiagincew
  - // Zimowy sen, reż. Nuri Bilge Ceylan
  - /// Nimfomanka, reż. Lars von Trier
  - /// Turysta, reż. Ruben Östlund

### Najlepszy Europejski Film Komediowy
- Mafia zabija tylko latem, reż. Pif
  -  Carmina i amen, reż. Paco León
  -  Weekend ostatniej szansy, reż. Roger Michell

### Najlepszy Europejski Reżyser
- Paweł Pawlikowski − Ida
  -  Nuri Bilge Ceylan − Zimowy sen
  -  Steven Knight − Locke
  -  Ruben Östlund − Turysta
  -  Paolo Virzì − Kapitał ludzki
  -  Andriej Zwiagincew − Lewiatan

### Najlepsza Europejska Aktorka
- Marion Cotillard − Dwa dni, jedna noc
  -  Agata Kulesza − Ida
  -  Agata Trzebuchowska − Ida
  -  Charlotte Gainsbourg − Nimfomanka
  -  Valeria Bruni Tedeschi − Kapitał ludzki
  -  Marian Álvarez − Tylko ja

### Najlepszy Europejski Aktor
- Timothy Spall − Pan Turner
  -  Brendan Gleeson − Kalwaria
  -  Tom Hardy − Locke
  -  Aleksiej Sieriebriakow − Lewiatan
  -  Stellan Skarsgård − Nimfomanka

### Najlepszy Europejski Scenarzysta
- Paweł Pawlikowski i  Rebecca Lenkiewicz − Ida
  -  Ebru Ceylan i Nuri Bilge Ceylan − Zimowy sen
  -  Jean-Pierre i Luc Dardenne − Dwa dni, jedna noc
  -  Steven Knight − Locke
  -  Oleg Niegin i Andriej Zwiagincew − Lewiatan

### Najlepszy Europejski Operator
(Nagroda imienia Carlo Di Palma)
- Łukasz Żal i Ryszard Lenczewski − Ida

### Najlepszy Europejski Kompozytor
- Mica Levi − Pod skórą

### Najlepszy Europejski Scenograf
- Claus-Rudolf Amler − Mroczna dolina

### Najlepszy Europejski Kostiumolog
- Natascha Curtius-Noss − Mroczna dolina

### Najlepszy Europejski Montażysta
- Justine Wright − Locke

### Najlepszy Europejski Dźwiękowiec
- Joakim Sundström − Starred Up

### Najlepszy Europejski Film Animowany
- Sztuka szczęścia, reż. Alessandro Rak
  - / Jack i mechanika serca, reż. Stéphane Berla i Mathias Malzieu
  - / Robaczki z Zaginionej Doliny, reż. Thomas Szabo i Hélène Giraud

### Najlepszy Europejski Film Dokumentalny
- / Władca wszechświata[4] − Marc Bauder
  -  Just the Right Amount of Violence – Jon Bang Carlsen
  - / O mężczyznach i wojnie – Laurent Bécue-Renard
  - / Rzymska aureola – Gianfranco Rosi
  - / Czekanie na sierpień – Teodora Mihai
  - / Jesteśmy waszymi przyjaciółmi – Hubert Sauper

### Europejskie Odkrycie Roku
- Plemię[5] − Myrosław Słaboszpycki
  -  10,000 km – Carlos Marques-Marcet
  -  W potrzasku. Belfast ’71 – Yann Demange
  -  Party Girl – Marie Amachoukeli, Claire Burger i Samuel Theis
  -  Tylko ja – Fernando Franco

### Nagroda Publiczności (People’s Choice Award)
- / Ida, reż. Paweł Pawlikowski
  - / Piękna i Bestia, reż. Christophe Gans
  - /// Nimfomanka, reż. Lars von Trier
  -  Tajemnica Filomeny, reż. Stephen Frears
  -  Stulatek, który wyskoczył przez okno i zniknął, reż. Felix Herngren
  - // Dwa dni, jedna noc, reż. Jean-Pierre i Luc Dardenne

### Nagroda Młodej Publiczności
- Żałuję!, reż. Dave Schram
  -  Misja: Gwiazda, reż. Martin Miehe-Renard
  -  Wicher, reż. Katja von Garnier

### Europejska Nagroda Filmowa za Całokształt Twórczości
- Agnès Varda[6]

### Nagroda za Osiągnięcia w Światowej Kinematografii – Prix Screen International
- Steve McQueen[7]

### Nagroda dla koproducentów – Prix EUROIMAGE
- Ed Guiney